# Guarulhos

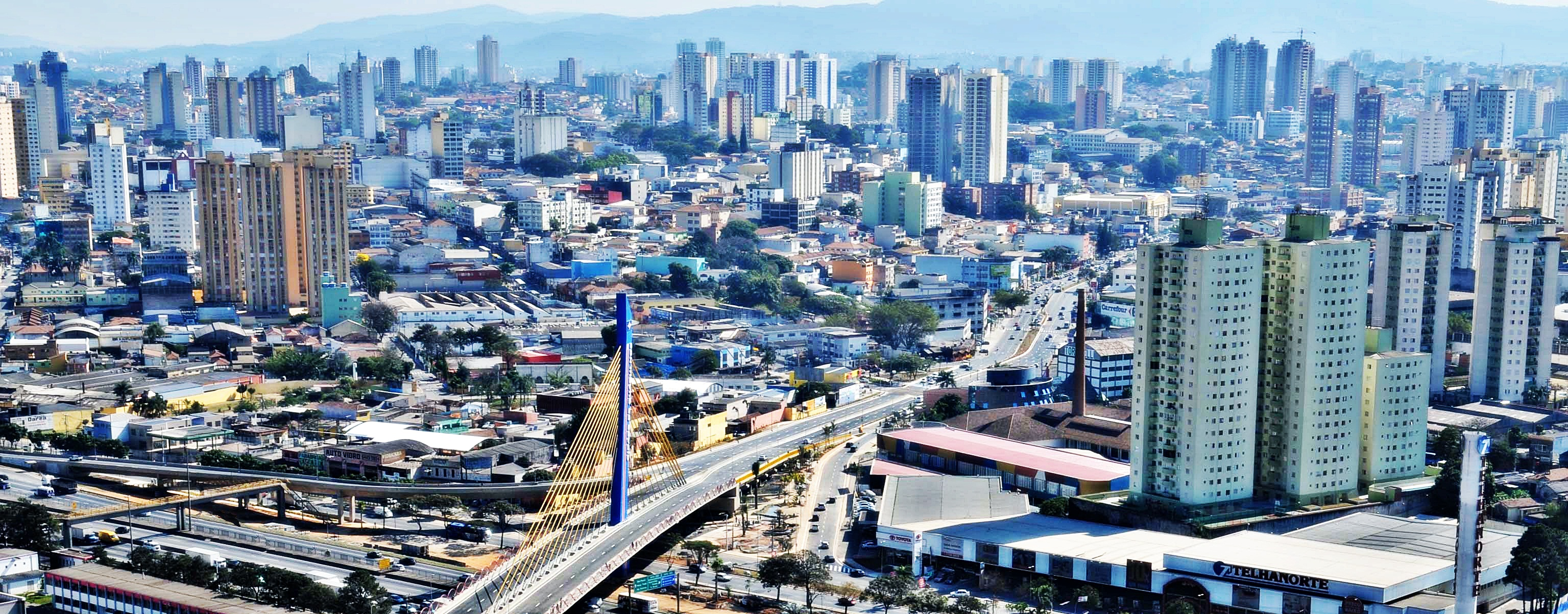
Guarulhos.

Guarulhos este un oraș în São Paulo (SP), Brazilia.

## Personalități născute aici
- Adriana Lessa (n. 1971), actriță, cântăreață;
- Gabriel Martinelli (n. 2001), fotbalist.